# Kim Jin-ok
Kim Jin-ok (* 15. September 1990) ist eine nordkoreanische Wasserspringerin. Sie startet im 10-m-Turm- und Synchronspringen.
Kim qualifizierte sich im Jahr 2008 beim Weltcup in Peking für die Olympischen Spiele an gleicher Stelle. Im olympischen Wettkampf erreichte sie vom Turm das Halbfinale und belegte Rang 17. Im folgenden Jahr startete sie in Rom erstmals bei der Weltmeisterschaft, wo sie vom Turm abermals das Halbfinale erreichte. Ihr bislang bestes Resultat errang Kim bei den Asienspielen in Guangzhou. Vom Turm wurde sie Vierte und verpasste nur knapp eine Medaille. Bei der Weltmeisterschaft 2011 in Shanghai nahm Kim mit Choe Kum-hui erstmals auch im 10-m-Synchronspringen an internationalen Titelkämpfen teil. Das Duo belegte im Finale Rang zehn, im Einzel vom Turm zog Kim erneut ins Halbfinale ein und belegte Rang 13.